# Чайківський Любомир Йосипович
Любомир Йосипович Чайківський (пол. Lubomir Czajkowski; нім. Ljubomir Czajkowsky; нар. 23 травня 1918, Варшава — пом. 1974, Мюнхен) — український, польський та австрійський тенісист-любитель. Один з перших українців, який взяв участь у престижному турнірі Кубок Девіса, представляючи збірну Австрії (1949). Фіналіст Чемпіонату Польщі з тенісу серед юніорів в одиночному та парному розрядах (1936), чемпіон УРСР та віце-чемпіон Чемпіонату СРСР з тенісу в парному розряді (1940), дворазовий переможець турніру Austrian Open Kitzbühel у 1948 та 1950 роках.

## Початок кар'єри в Коломиї
Народився майбутній тенісист 23 травня 1918 року у Варшаві в родині Йосипа Чайківського, учителя і довголітнього директора Коломийської жіночої семінарії. Першим тренером Любомира Чайківського став Олександр Кульчицький.
У віці 10 років Любомир став учнем 
Коломийської української державної гімназії.
У 1932 році у віці 14 років уперше взяв участь у змаганнях у Коломиї, у яких виступали 7 найкращих тенісистів Львова. У фіналі зустрівся з львів'янином М. Дрогомирецьким, і під час 5-го сету з рахунком 9:9 гра була завершена через високу температуру повітря і обидвох оголосили переможцями. У тому ж році виграв змагання у Чернівцях та Станіславові, а в 1933 році здобув перемогу на юніорському чемпіонаті у Львові в одиночному розряді.
У 1934 році тріумфував на чемпіонаті Галичини з тенісу, що відбулося в Станіславові: тоді Любомир Чайківський посів перші місця в одиночному, парному (разом з Романом Сельським) розрядах та міксті (разом з Сонею Могильницькою).
У 1935 році приєднався до польського клубу зі Львова "Погоня", і в серпня взяв участь у 
Відкритому (міжнародному) чемпіонаті Польщі у Варшаві, де поступився у півфіналі Й. Тлочинському в одиничному розряді, водночас став фіналістом змагань у парному розряді (разом з В. Курманом). Восени того ж року в юніорському одиничному розряді став чемпіоном Відкритого чемпіонату Львова.

## Польський період
У 1936 році виїхав до Варшави на навчання у Варшавський університет, там же приєднався до клубу «Legia Warszawa». Минуло кілька місяців і його запросили до юніорської збірної Польщі.
У червні 1936 року взяв участь у Чемпіонаті Польщі з тенісу серед юніорів, що проходило у Львові. У другому колі переміг львівського тенісиста Володимира Олейнишина з рахунком 6:2, 4:6, 6:3, у 1/4 фіналу — Цісліковського (6:1, 6:1), у 1/2 фіналу — Єжи Готтшалька (6:3, 6:2), у фіналі поступився Леону Кольчаку з міста Катовіце, ставши фіналістом чемпіонату. Так само дійшов до фіналу в парному розряді (разом з Ксаверою Тлочинським), поступившись парі Готтшальк/Стрелецький з рахунком 6:3, 6:3.
У червні 1937 року в Кракові взяв участь у Чемпіонаті Польщі з тенісу, зупинившись у чвертьфіналі після поразки над варшавським тенісистом Чеславою Спичалою (6:4, 6:2, 6:2), у 2 колі в парному розряді та 1/4 фіналу в міксті. У серпні на Міжнародному чемпіонаті Польщі в Бидгощі, де взяли участь збірні Польщі, Австрії, Німеччини та Румунії, у 2 колі здобув перемогу над Гансом Акером, але зупинився на стадії 1/4 фіналу, поступившись австрійському тенісисту Адаму Баворовському з рахунком 6:3, 6:4, 8:6. Також разом з Єжи Готтшальком взяв участь у парному розряді, де поступився у 1/2 фіналу парі Гаендеверк/Лунд з Німеччини з рахунком 6:4, 4:6, 4:6, 6:1, 6:4.
На наступному Чемпіонаті Польщі з тенісу, що проходив 13-19 червня 1938 року в місті Катовіце, у парному розряді (разом з Єжи Готтшальком) подолав пару зі Львова Шиманський/Олейнишин з рахунком 6:1, 6:0, 6:1, але зупинився на стадії 1/2 фіналу, поступившись краківсько-катовицькій парі Братек/Горяйн з рахунком 3:6, 0:6, 6:3, 7:5, 6:1. У міксті (разом з Марією Фрищиновою) результати стали гіршими: у стадії 1/4 фіналу поступився змішаній парі Сіодовна/Спикхала з рахунком 6:4, 6:2. В одиночному розряді знову зупинився на стадії 1/4 фіналу, поступившись своєму одноклубнику Ігнацію Тлочинському з рахунком 6:1, 6:1, 6:4. Йому так само поступився у стадії 1/4 фіналу на Міжнародному чемпіонаті Польщі в Гдині в 1939 році (6:0, 6:4, 6:2). На тих змаганнях в парному розряді (разом з Богданом Томашевським) поступився югославській парі у стадії 1/4 фіналу (6:3, 3:6, 6:4, 6:2), а в міксті (разом з Кіндермановною) — польській парі Тлочинський/Єджейовська у стадії 1/2 фіналу.
Наприкінці весни 1939 року зазнав невдачі на стадії 1/4 фіналу на Чемпіонаті Польщі з тенісу, який проходив у місті Познань, поступившись Казимиру Тарловському з рахунком 2:6, 6:1, 6:2, 6:1. Разом з Богданом Томашевським у парному розряді зупинився в стадії півфіналу, а в міксті (разом з Софією Єджейовською) теж зупинився у 1/2 фіналу.
На турнірі в Ризі застав Любомир Чайківський Другу світову війну.

## Радянський період
Після початку радянської окупації Галичини повернувся до Коломиї, де й працював у бухгалтерії місцевої дирекції залізничного транспорту до 1940 року. Згодом виїхав до Львова, де й приєднався до обласного добровільно-спортивного товариства «Динамо». Потрапив Любомир Чайківський до збірної УРСР з тенісу, де зіграв у змаганнях прти команди з Москви. Тоді Любомир спільно зі своїм земляком Юзефом Гебдою в парній грі не залишили особливих шансів тандему чільних радянських тенісистів Д. Синючков / З. Зікмунд, чим внесли власну лепту в загальну перемогу українців у матчі (7:4). Потім став чемпіоном УРСР з тенісу в парному розряді, а на чемпіонаті СРСР здобув разом з Гебдою срібні нагороди в парному розряді. Також у всесоюзному чемпіонаті разом з киянкою Горіною дійшов до 1/2 фіналу в міксті.
У 1939-1941 роках разом з чемпіоном Польщі поляком зі Львова Юзефом Гебдою Чайківський також почав подорожувати містами СРСР, популяризуючи теніс.
Останні змагання в статусі радянського спортсмена Л. Чайківський провів у другій половині червня 1941 року. У місті на Неві він у складі збірної республіканського товариства «Динамо» став учасником матчевої зустрічі з ленінградськими тенісистами. У заключному поєдинку, грюкнувши на прощання дверима, українець виніс з корту свого досвідченого опонента П. Майданського 6:3, 6:2. Після цього Чайківський утік, дістався рідної Коломиї, а звідти перебрався до Австрії та прийняв тамтешнє громадянство.

## Австрійський період
Після переїзду до Австрії поселився в місті Інсбрук. У 1948 році став переможцем турніру Austrian Open Kitzbühel, а наступного року — фіналістом турніру, поступившись німцю Віллі Штінгль з рахунком 6:1, 6:2, 6:3.
6-8 травня 1949 року взяв участь у Кубку Девіса, де в другому колі в одиночному розряді поступився Драгутину Митичу з рахунком 2:6, 2:6, 2:6 та Мілану Брановичу з рахунком 4:6, 3:6, 4:6. Збірна Австрії поступилася в підсумку югославам з рахунком 1:4. У тому ж році взяв у турнірі BMW Open, поступившись у 1/4 фіналі Готтфріду фон Криму.
У 1950 році знову став переможцем турніру Austrian Open Kitzbühel. У тому ж році взяв участь у турнірі збірних міст Інсбрук та Зальцбурга, де поступився як у парному та змішаному, так і в одиничному розрядах. За підсумками турнірних змагань став сьомою ракеткою Австрії.
У серпні 1951 року переміг у міжнародний тенісному турнірі Лінзького клубу фігурного катання та тенісу в одиничному розряді. Також взяв у турнірі між збірними Австрії та Югославії, де в особистому та парному розрядах поступився югославам з рахунком 0:2.
Виступав у різних тенісних змаганнях до 1957 року. Ігрова кар'єра Чайківського завершилася травмою, коли він невдало впав на ракетку і зламав ребро. Та після цього він не полишив теніс, а давав уроки як інструктор. Помер Любомир Чайківський у Мюнхені від запалення легень у 1974 році.